# 223
223是介於222和224的一個自然數。

## 在數學上
- 第48個質數。前一個為211、下一個為227。
- 第15個幸運質數
  - 高斯質數之一。
- 十进制的等數位數。
- 三個連續質數的總和：71+73+79 = 223
- 七個連續質數的總和：19+23+29+31+37+41+43 = 223
- 鈁最常見的同位素的質量數
- 一個沙羅週期會有223個朔望月

## 在化學上
- 鈁最穩定的同位素的質量數是223。
- 滴滴涕，又名DDT、二二三，一种农药及杀虫剂。

## 其他領域上
- .223 Remington型號的手槍。
- 青海二·二三事件，1967年2月23日发生于中国人民解放军青海省。